# Is It Poppin'?
Is It Poppin'? è il quinto singolo digitale delle 4Minute, pubblicato il 28 giugno 2013. Lo stesso giorno uscì anche il video musicale ufficiale.

## Classifiche
| Classifica                 | Posizione massima |
| -------------------------- | ----------------- |
| Gaon Digital chart         | 4                 |
| Gaon Streaming chart       | 9                 |
| Gaon Download chart        | 9                 |
| Gaon BGM chart             | 1                 |
| Gaon Mobile Ringtone chart | 8                 |